# Tuscaloosa (Alabama)
La ciudad de Tuscaloosa o Tuscalusa es la capital del condado de Tuscaloosa, en el estado sureño de Alabama, en los Estados Unidos, situada a orillas del río Black Warrior. Es la quinta ciudad más grande del estado, con 80 181 habitantes en la ciudad y 120 000 h. para la población en los alrededores (2005).
Su nombre proviene del cacique choctaw Tuskalusa (que significa "Guerrero Negro" en esta lengua),  quien luchó y fue derrotado por Hernando de Soto en 1540 en la batalla de Mauvila.
Tuscaloosa es una importante ciudad universitaria, de comercio, sanidad y educación. Fue en Tuscaloosa donde el gobernador pro-segregación George Wallace, el 11 de junio de 1963, frente el "Foster Auditorium" de la Universidad de Alabama (con sede en la ciudad), intentó impedir a los estudiantes negros Vivian Malone y James Hood ingresar en la institución.

## Historia

### Nativos americanos

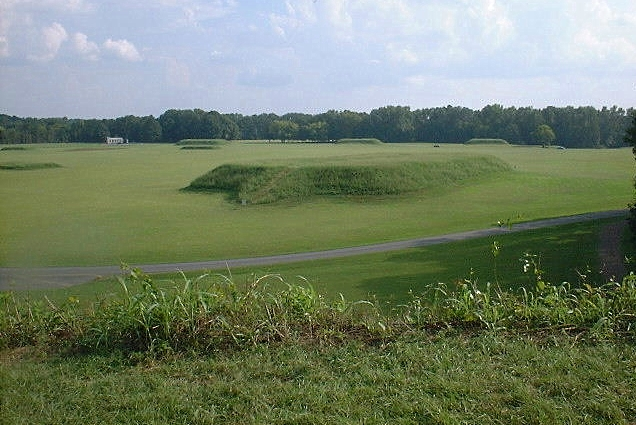
El sitio Moundville, situado a pocos kilómetros al sur de Tuscaloosa, fue uno de los centros de la cultura Misisipi.

Hace casi 12 000 años, los nativos americanos (paleo-indios) llegaron a lo que hoy se conoce como el Deep South (sur profundo de los Estados Unidos). Estos paleo-indios del sur eran cazadores-recolectores de la megafauna propia de la época y que se extinguió hacia el final del Pleistoceno. Luego de miles de años, los paleo-indios desarrollaron una sociedad agrícola rica y compleja. Los arqueólogos llaman a estas personas la cultura Misisipi. Se caracterizaban por ser constructores de montículos. Sus grandes movimientos de tierra, construidos para rituales religiosos y expresando su cosmología, aún siguen en pie a lo largo de los valles de los ríos Ohio y Misisipi, así como en sus afluentes en el sureste.
En 1828 Andrew Jackson fue elegido presidente de los Estados Unidos. Había ganado popularidad cuando derrotó a la cala en la batalla de Horseshoe Bend en 1814, lo que se sumó a sus victorias en la guerra civil de 1812. Jackson era un defensor de la idea de que había que eliminar a los indios del sur y desplazarlos al oeste del Misisipi, para hacer la tierra disponible para la colonización euro-americana. Jackson abandonó la política de sus predecesores del tratamiento de diferentes grupos indígenas como naciones independientes. En cambio, persiguió agresivamente planes para trasladar a todas las tribus indígenas que viven al este del río Misisipi, en un intento de desterramiento. Después de la Indian Removal Act, en 1832, el Consejo Nacional Creek firmó el Tratado de Cusseta, cediendo sus tierras restantes al este del Misisipi al gobierno de Estados Unidos, y aceptando la reubicación de su territorio. La mayoría de los pueblos de habla muscogui se retiraron al territorio indio durante lo que se conoce como Sendero de Lágrimas (Trail of Tears) en 1834, aunque algunos se quedaron atrás. Algunos muscoguis aún viven cerca de la Reserva Poarch Creek, en Atmore, Alabama.

## Clima
| Parámetros climáticos promedio de Tuscaloosa, Alabama (Aeropuerto Regional de Tuscaloosa), normales 1991–2020, extremos 1948–presente | Parámetros climáticos promedio de Tuscaloosa, Alabama (Aeropuerto Regional de Tuscaloosa), normales 1991–2020, extremos 1948–presente | Parámetros climáticos promedio de Tuscaloosa, Alabama (Aeropuerto Regional de Tuscaloosa), normales 1991–2020, extremos 1948–presente | Parámetros climáticos promedio de Tuscaloosa, Alabama (Aeropuerto Regional de Tuscaloosa), normales 1991–2020, extremos 1948–presente | Parámetros climáticos promedio de Tuscaloosa, Alabama (Aeropuerto Regional de Tuscaloosa), normales 1991–2020, extremos 1948–presente | Parámetros climáticos promedio de Tuscaloosa, Alabama (Aeropuerto Regional de Tuscaloosa), normales 1991–2020, extremos 1948–presente | Parámetros climáticos promedio de Tuscaloosa, Alabama (Aeropuerto Regional de Tuscaloosa), normales 1991–2020, extremos 1948–presente | Parámetros climáticos promedio de Tuscaloosa, Alabama (Aeropuerto Regional de Tuscaloosa), normales 1991–2020, extremos 1948–presente | Parámetros climáticos promedio de Tuscaloosa, Alabama (Aeropuerto Regional de Tuscaloosa), normales 1991–2020, extremos 1948–presente | Parámetros climáticos promedio de Tuscaloosa, Alabama (Aeropuerto Regional de Tuscaloosa), normales 1991–2020, extremos 1948–presente | Parámetros climáticos promedio de Tuscaloosa, Alabama (Aeropuerto Regional de Tuscaloosa), normales 1991–2020, extremos 1948–presente | Parámetros climáticos promedio de Tuscaloosa, Alabama (Aeropuerto Regional de Tuscaloosa), normales 1991–2020, extremos 1948–presente | Parámetros climáticos promedio de Tuscaloosa, Alabama (Aeropuerto Regional de Tuscaloosa), normales 1991–2020, extremos 1948–presente | Parámetros climáticos promedio de Tuscaloosa, Alabama (Aeropuerto Regional de Tuscaloosa), normales 1991–2020, extremos 1948–presente |
| Mes | Ene. | Feb. | Mar. | Abr. | May. | Jun. | Jul. | Ago. | Sep. | Oct. | Nov. | Dic. | Anual |
| --- | --- | --- | --- | --- | --- | --- | --- | --- | --- | --- | --- | --- | --- |
| Temp. máx. abs. (°C) | 27.8 | 30 | 31.1 | 34.4 | 36.7 | 40.6 | 41.7 | 41.7 | 40 | 38.3 | 31.7 | 27.8 | 41.7 |
| Temp. máx. media (°C) | 13.2 | 15.7 | 20.2 | 24.2 | 28.3 | 31.8 | 33.1 | 32.9 | 30.6 | 24.9 | 18.7 | 14.4 | 24 |
| Temp. media (°C) | 7.6 | 9.8 | 13.8 | 17.7 | 22.3 | 26.2 | 27.7 | 27.5 | 24.6 | 18.4 | 12.3 | 8.9 | 18.1 |
| Temp. mín. media (°C) | 2.1 | 3.8 | 7.5 | 11.1 | 16.3 | 20.6 | 22.4 | 22.1 | 18.7 | 11.9 | 6 | 3.4 | 12.2 |
| Temp. mín. abs. (°C) | -18.3 | -15 | -11.1 | -1.7 | 2.2 | 7.2 | 12.2 | 11.7 | 2.8 | -5 | -12.2 | -16.7 | -18.3 |
| Precipitación total (mm) | 126.2 | 136.4 | 122.4 | 127 | 92.5 | 118.6 | 105.9 | 110.7 | 86.4 | 89.9 | 114.8 | 128.5 | 1359.4 |
| Días de precipitaciones (≥ 0.2 mm) | 10.3 | 10.8 | 10.8 | 8.9 | 9.4 | 9.9 | 11.1 | 10.7 | 7.6 | 8.7 | 8.8 | 10.7 | 117.7 |
| Fuente: NOAA | | | | | | | | | | | | | |

## Medios de comunicación
El principal periódico de la ciudad es el Tuscaloosa News.